# 121537 Lorenzdavid
121537 Lorenzdavid è un asteroide della fascia principale. Scoperto nel 1999, presenta un'orbita caratterizzata da un semiasse maggiore pari a 3,1639665 au e da un'eccentricità di 0,2363759, inclinata di 12,98744° rispetto all'eclittica.
L'asteroide è dedicato allo statunitense David Lorenz, responsabile in varie missioni tra cui OSIRIS-REx, Landsat 4 e UARS.